# Ballade (岡村孝子のアルバム)
『Ballade』（バラード）は、岡村孝子の1作目のバラード・アルバム。1992年12月16日発売。発売元は ファンハウス。

## 解説
ソロ・デビュー・アルバム『夢の樹』から『Eau Du Ciel (天の水)』までの全6枚のアルバムから選曲された、初のバラード・セレクション。
バラード・セレクションを出すきっかけとなったのは、同年にリリースしたオリジナル・アルバム『mistral』に収録したバラード「告白」に対する反響が大きかったことによる。
"After Tone" シリーズ同様、リミックスが施された形で収録されている。なお過去に"After Tone" シリーズに収録された楽曲も今回新たにリミックスされており、別ヴァージョン。
本作のリミックスの特徴として、オリジナルよりドラムの音色を抑えたミックスとなっており、これは90年代の岡村のオリジナル・アルバムの傾向である。
初回生産分のみ、歌詞カード見開きサイズの折りたたみカレンダーが封入された。
歌詞カード内には軽井沢近くにあるレコーディング・スタジオでの写真が使用されている。
また、同スタジオでのオフショット映像が、VHS&DVD『OKAMURA TAKAKO Encore IV Smile for You』（1993年2月25日発売）に収録されている。

## 収録曲
全作詞・作曲:岡村孝子
編曲:萩田光雄（3・4・7・9・11・12）田代修二（1・2・6・8・10・13）萩田光雄・田代修二（5）
1. 秋の日の夕暮れ（4:24）
2. あなたと生きた季節（5:03）
3. 電車（5:41）
4. 今日も眠れない（4:30）
5. 未知標（4:32）
6. あなたへ…（4:27）
7. 5月の晴れた空（4:57）
8. 白い夏（4:57）
9. ソレイユ（4:39）
10. リフレイン（5:14）シングル・ヴァージョンのリミックス・ヴァージョン。
11. ジュ・テーム（4:53）
12. 夢の樹（5:02）
13. Baby, Baby（4:43）

## 関連作品
初収録作品
- 1stアルバム「夢の樹」　M-12
- 2ndアルバム「私の中の微風」　M-13
- 作品集「Andantino a tempo」　M-5・6[注釈 1]
- 3rdアルバム「liberté」　M-1・3・7
- 4thアルバム「SOLEIL」　M-2・8・9
- 5thアルバム「Eau Du Ciel （天の水）」　M-11
- 2ndシングル「今日も眠れない」　M-4
- 10thシングル「クリスマスの夜」　M-10